# Linuche
Linuche is een geslacht van neteldieren uit de familie van de Linuchidae. De wetenschappelijke naam werd voor het eerst geldig gepubliceerd in 1829 door Johann Friedrich von Eschscholtz.
Hij richtte het geslacht op voor de soort die Olof Peter Swartz (door Eschscholtz Schwartz genoemd) eerder had beschreven als Medusa unguiculata, een erg kleine kwallensoort uit de Caraïbische Zee. Volgens Eschscholtz waren de kenmerken van dit "merkwaardig schepsel" (merkwürdiges Geschöpf) niet verenigbaar met die van enig bekend geslacht.

## Soorten
- Linuche aquila (Haeckel, 1880)
- Linuche unguiculata (Schwartz, 1788)